# Fachhochschule Nordwestschweiz

Logo

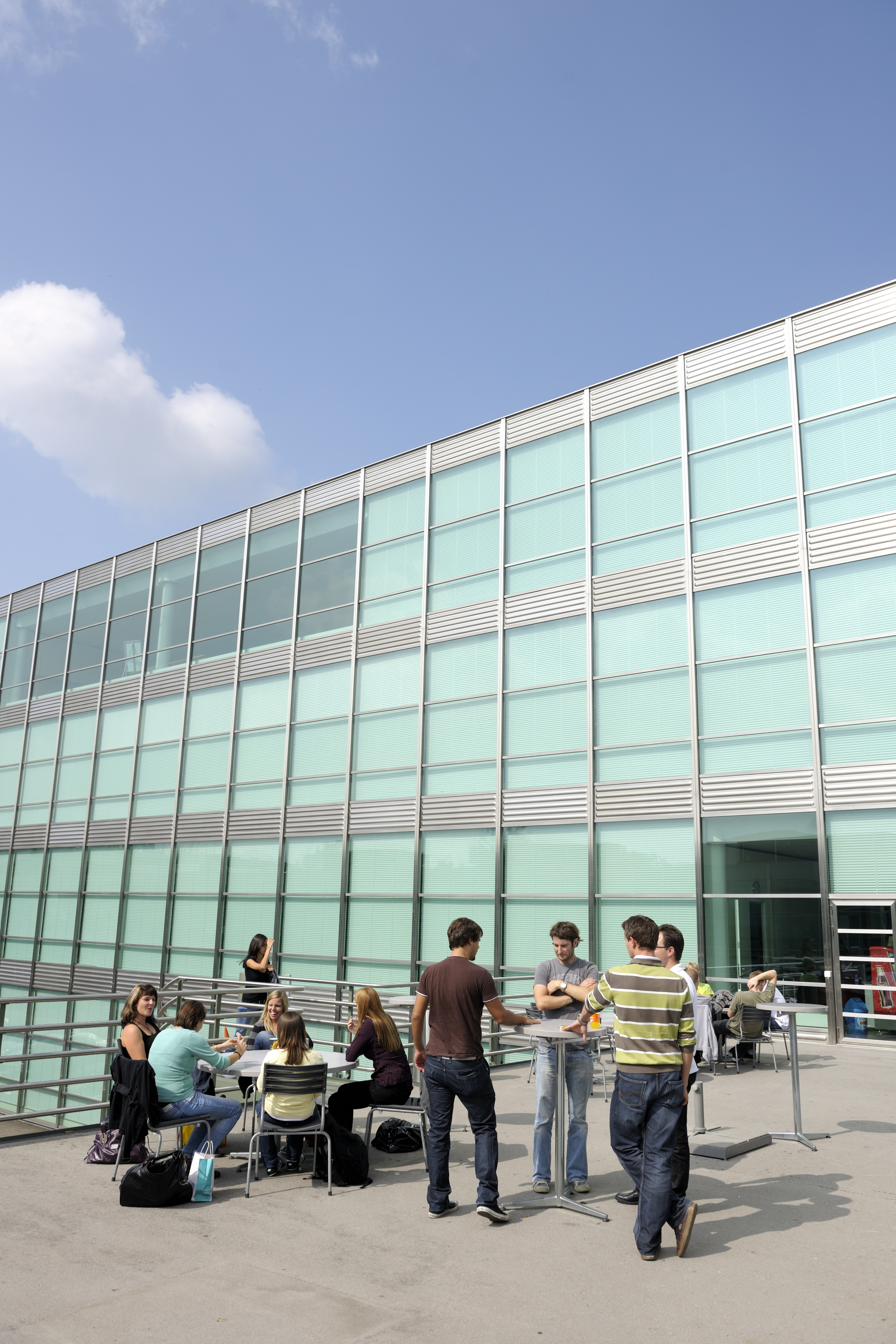
Högskolan i Windisch

Fachhochschule Nordwestschweiz, eller översatt: Fackhögskolan Nordvästschweiz, är en fackhögskola, grundad 2004 genom ett fördrag där de schweiziska kantonerna Basel-Stadt, Basel-Landschaft, Aargau och Solothurn fusionerade sina fackhögskolor. Utbildningsorterna är Basel, Brugg-Windisch, Liestal, Muttenz, Olten och Solothurn. 
Utbildningen ges i nio delhögskolor för områdena teknik, arkitektur, life sciences, konst, musik, psykologi, pedagogik, socialt arbete och ekonomi. Några delhögskolor har utbildning på flera orter. 2014 erbjöd man 29 utbildningar med bachelorexamen och 18 med masterexamen, dessutom flera vidareutbildningar. Antalet studerande var över 10 000.